# Chalcides mertensi
Espèce
Synonymes
- Chalcides chalcides mertensi Klausewitz, 1954

Statut de conservation UICN

 LC  : Préoccupation mineure
Chalcides mertensi est une espèce de sauriens de la famille des Scincidae.

## Répartition
Cette espèce se rencontre en Algérie et dans l'ouest de la Tunisie.

## Étymologie
Cette espèce est nommée en l'honneur de Robert Friedrich Wilhelm Mertens.

## Publication originale
- Klausewitz, 1954 : Eidonomische, taxonomische und tiergeographische Untersuchungen über den Rassenkreis der Scinciden Chalcides chalcides und Ch. striatus. Senckenbergiana biologica, vol. 35, p. 187-203 (texte intégral).